# New Mind (zespół muzyczny)
New Mind – electro-industrialowa grupa muzyczna z Kumbrii, Wielkiej Brytanii. Za projektem stoi Jonathan Sharp, jako dodatek do Bio-Tek.

## Dyskografia
- Fractured (LP, 1993, Machinery)
- Zero to the Bone (LP, 1995, Fifth Column)
- Forge (LP, 1997, 21st Circuitry)
- Deepnet (LP, 1999, Offbeat)
- Phoenix (LP, 1999, Offbeat}